# Lijst van heersers van Oostenrijk
Toen in 976 het hertogdom Beieren uiteenviel in onder andere het markgraafschap Oostenrijk werd Leopold van Babenberg benoemd tot markgraaf van Oostenrijk. Formeel bleef de Oostmark deel uitmaken van het hertogdom Beieren tot 1156, maar deze leenband was bijna onbestaande. Het oudste document waar de naam Ostarrichi (Oostenrijk) in vermeld is, stamt uit 996 en is een brief van de hand van de Rooms-Duitse keizer Otto III gericht aan de bisschop van Freising in Beieren.

### Markgraven van Oostenrijk (976-1156)
| Markgraaf | Markgraaf                    | Regeringsperiode | Dynastie     | Titellijst                                                                   | Opmerkingen |
| --------- | ---------------------------- | ---------------- | ------------ | ---------------------------------------------------------------------------- | --- |
|           | Leopold I                    | 976-994          | Babenbergers |                                                                              | |
|           | Hendrik I de Sterke          | 994-1018         | Babenbergers |                                                                              | |
|           | Adalbert                     | 1018-1055        | Babenbergers |                                                                              | |
|           | Ernst I de Strijdbare        | 1055-1075        | Babenbergers |                                                                              | |
|           | Leopold II de Schone         | 1075-1082        | Babenbergers |                                                                              | Werd, wegens zijn steun voor de paus in de investituurstrijd, in 1081 afgezet en in 1082 verslagen als markgraaf van Oostenrijk. |
|           | Vratislav                    | 1082-1085        | Přemysliden  |                                                                              | |
|           | Leopold II de Schone opnieuw | 1085-1095        | Babenbergers |                                                                              | |
|           | Leopold III de Goede         | 1095-1136        | Babenbergers |                                                                              | Kreeg in 1125 de vraag om keizer van het Heilig Roomse Rijk te worden, maar weigerde. Werd in 1485 heilig verklaard.             |
|           | Leopold IV de Vrijgevige     | 1136-1141        | Babenbergers | Was ook hertog van Beieren (1138-1141)                                       | |
|           | Hendrik II Jasomirgott       | 1141-1156        | Babenbergers | Was ook hertog van Beieren (1141-1156) en Paltsgraaf aan de rijn (1140-1141) | |

Het hertogdom Oostenrijk  ontstond in 1156 toen keizer Frederik I Barbarossa het markgraafschap Oostenrijk tot hertogdom verhief als compensatie voor het teruggeven van Beieren aan Hendrik de Leeuw, de zoon van Hendrik X de Trotse, die het hertogdom kwijtraakte toen hij Keizer Koenraad III weigerde te erkennen.

### Hertogen van Oostenrijk (1156-1453)
| Hertog | Hertog                    | Regeringsperiode | Dynastie                         | Titellijst | Opmerkingen                                      |
| ------ | ------------------------- | ---------------- | -------------------------------- | --- | ------------------------------------------------ |
|        | Hendrik II Jasomirgott    | 1156-1177        | Babenbergers                     | |                                                  |
|        | Leopold V de Deugzame     | 1177-1194        | Babenbergers                     | Was ook hertog van Stiermarken (1192-1194) |                                                  |
|        | Frederik I de Katholieke  | 1194-1198        | Babenbergers                     | |                                                  |
|        | Leopold VI de Glorierijke | 1198-1230        | Babenbergers                     | Was ook hertog van Stiermarken (1194-1230) |                                                  |
|        | Frederik II de Strijdbare | 1230-1246        | Babenbergers                     | Was ook hertog van Stiermarken (1230-1246), hertog van Krain (1229-1243), markgraaf van het Windische markgraafschap (1229-1243) en heer van Neuburg (1229-1246) |                                                  |
|        | Wladislaus                | 1246-1247        | Přemysliden                      | Was ook hertog van Stiermarken (1246-1247) en markgraaf van Moravië (1239-1247) |                                                  |
|        | Herman                    | 1248-1250        | Zähringen                        | Was pretendent van het hertogdom Stiermarken maar regeerde het gebied niet. Was markgraaf van Baden-Baden (1243-1250) |                                                  |
|        | Ottokar                   | 1251-1276        | Přemysliden                      | Was ook koning van Bohemen (1253-1278), hertog van Karinthië (1269-1276), hertog van Stiermarken (1254-1276), hertog van Krain (1269-1276), markgraaf van het Windische markgraafschap (1269-1276), markgraaf van Verona en markgraaf van Moravië (1269-1278)                                    |                                                  |
|        | Rudolf I                  | 1276-1282        | Habsburgers                      | Was ook Duitse koning (1273-1291), hertog van Stiermarken (1276-1282), hertog van Karinthië (1276-1286), hertog van Krain (1276-1286), graaf van Kyburg (1263-1284), markgraaf van het Windische markgraafschap (1276-1286), markgraaf van Moravië (1278-1283) en graaf van Habsburg (1239-1291) |                                                  |
| \|     | Rudolf II                 | 1282-1283        | Habsburgers                      | Was ook hertog van Stiermarken (1282-1283), hertog van Zwaben (1283-1290) en graaf van Habsburg (1283-1290) |                                                  |
|        | Albrecht I                | 1282-1298        | Habsburgers                      | Was ook Duitse koning (1298-1308), hertog van Stiermarken (1282-1298) en graaf van Habsburg (1290-1298) |                                                  |
| /      | Rudolf III de Goede       | 1298-1307        | Habsburgers                      | Was ook koning van Bohemen (1306-1307), hertog van Stiermarken (1298-1307), graaf van Habsburg (1298-1307) en markgraaf van Burgau (1301-1307) |                                                  |
|        | Frederik III de Schone    | 1307-1330        | Habsburgers                      | Was ook Duitse tegen-koning (1314-1330), hertog van Stiermarken (1307-1330), graaf van Habsburg (1307-1330) en markgraaf van Burgau (1307-1330) |                                                  |
|        | Leopold de Glorierijke    | 1308-1326        | Habsburgers                      | | Was mederegent van Frederik                      |
|        | Albrecht II de goede      | 1330-1358        | Habsburgers                      | Was ook hertog van Stiermarken (1330-1358), hertog van Karinthië (1335-1358), hertog van Krain (1335-1358), graaf van Habsburg (1330-1358), markgraaf van Burgau (1330-1358) en markgraaf van het Windische markgraafschap (1335-1358)                                                           |                                                  |
|        | Otto de Vrolijke          | 1330-1339        | Habsburgers                      | | Mederegent van Albrecht                          |
|        | Rudolf IV de Stichter     | 1358-1365        | Habsburgers                      | Was ook hertog van Stiermarken (1358-1365), hertog van Karinthië (1358-1365), hertog van Krain (1358-1365), graaf van Habsburg (1358-1365), graaf van Tirol (1363-1365), markgraaf van Burgau (1358-1365) en markgraaf van het Windische markgraafschap (1358-1365)                              |                                                  |
|        | Albrecht III              | 1365-1395        | Habsburgers Albertijnse linie    | Was ook hertog van Stiermarken (1365-1379), hertog van Karinthië (1365-1379), hertog van Krain (1365-1379), graaf van Habsburg (1365-1379), graaf van Tirol (1365-1379 en 1386-1395), markgraaf van Burgau (1365-1379) en markgraaf van het Windische markgraafschap (1365-1379)                 | Regeerde samen met zijn broer Leopold tot 1379   |
|        | Leopold I                 | 1365-1379        | Habsburgers Leopoldinische linie | Was ook hertog van Stiermarken (1365-1386), hertog van Karinthië (1365-1386), hertog van Krain (1365-1386), graaf van Habsburg (1365-1386), graaf van Tirol (1365-1386), markgraaf van Burgau (1365-1386) en markgraaf van het Windische markgraafschap (1365-1386)                              | Regeerde samen met zijn broer Albrecht tot 1379. |
|        | Albrecht IV de Geduldige  | 1395-1404        | Habsburgers Albertijnse linie    | |                                                  |
|        | Albrecht V                | 1404-1439        | Habsburgers Albertijnse linie    | Was ook Duitse koning (1438-1439), koning van Bohemen (1437-1439), koning van Hongarije (1437-1439), koning van Kroatië (1437-1439), hertog van Silezië (1437-1439), hertog van Luxemburg (1437-1439), markgraaf van Lausitz (1437-1439) en markgraaf van Moravië (1423-1439)                    |                                                  |
|        | Willem                    | 1404-1406        | Habsburgers Leopoldijnse linie   | | Was regent voor Albrecht                         |
|        | Leopold                   | 1406-1411        | Habsburgers Leopoldijnse linie   | | Was regent voor Albrecht                         |
|        | Ernst                     | 1406-1411        | Habsburgers Leopoldijnse linie   | | Was regent voor Albrecht                         |
|        | Ladislaus I               | 1439-1453        | Habsburgers Albertijnse linie    | Was ook koning van Bohemen (1439-1457), koning van Hongarije (1444-1457), koning van Kroatië (1444-1457), hertog van Silezië (1439-1457), hertog van Luxemburg (1437-1457), markgraaf van Lausitz (1439-1457) en markgraaf van Moravië (1439-1457)                                               |                                                  |

De titel van aartshertog is uitgevonden in de 14e eeuw in het zogenaamde Privilegium maius, een "namaak" van het Privilegium Minor door hertog Rudolf IV van Oostenrijk. Maar keizer Karel IV weigerde de titel te erkennen. De hertogen droegen de titel dan maar "uit eigen macht". De titel werd uiteindelijk erkend door keizer Frederik III in 1453. Sindsdien staat Oostenrijk bekend als Aartshertogdom Oostenrijk en hun heersers als aartshertog of aartshertogin.

### Aartshertogen van Oostenrijk (1453-1804)
| Hertog | Hertog                       | Regeringsperiode | Dynastie                                             | Titellijst |
| ------ | ---------------------------- | ---------------- | ---------------------------------------------------- | --- |
|        | Ladislaus I                  | 1453-1457        | Habsburgers Albertijnse linie                        | |
|        | Frederik IV                  | 1457-1493        | Habsburgers Leopoldijnse linie                       | Was ook keizer van het Heilig Roomse Rijk (1452-1493), Duitse koning (1440-1493), hertog van Stiermarken (1424-1493), hertog van Karinthië (1424-1493), hertog van Krain (1424-1493), graaf van Kyburg (1424-1493) en markgraaf van het Windische markgraafschap (1424-1493) |
|        | Maximiliaan I                | 1493-1519        | Habsburgers                                          | Was ook keizer van het Heilig Roomse Rijk (1508-1519), Duitse koning (1493-1519), Duitse mede-koning (1486-1493), hertog van Stiermarken (1493-1519), hertog van Karinthië (1493-1519), hertog van Krain (1493-1519), hertog van Luxemburg (1477-1482), hertog van Brabant (1477-1482), hertog van Limburg (1477-1482), hertog van Gelre (1477-1482), graaf van Holland (1477-1482), graaf van Vlaanderen (1477-1482), graaf van Henegouwen (1477-1482), graaf van Charolais (1477-1482), graaf van Kyburg (1490-1519), graaf van Tirol (1490-1519), graaf van Breisgau (1490-1519), graaf van Namen (1477-1482), graaf van Zutphen (1477-1482), vrijgraaf van Bourgondië (1477-1482), markgraaf van het Windische markgraafschap (1493-1519), markgraaf van Burgau (1490-1519), markgraaf van Antwerpen (1477-1482), heer van Mechelen (1477-1482) en heer van Doornik (1477-1482) |
|        | Karel I                      | 1519-1521        | Habsburgers                                          | Was ook keizer van het Heilig Roomse Rijk (1530-1556), Duitse koning (1519-1556), koning van Spanje (1516-1556), koning van Napels (1516-1556), koning van Sicilie (1516-1556), hertog van Stiermarken (1519-1522), hertog van Karinthië (1519-1522), hertog van Krain (1519-1522), hertog van Württemberg (1520-1522), hertog van Luxemburg (1506-1555), hertog van Brabant (1506-1555), hertog van Limburg (1506-1555), hertog van Gelre (1506-1555), hertog van Milaan (1535-1554), graaf van Holland (1506-1555), graaf van Vlaanderen (1506-1555), graaf van Henegouwen (1506-1555), graaf van Charolais (1506-1555), graaf van Kyburg (1519-1522), graaf van Tirol (1519-1522), graaf van Breisgau (1519-1522), graaf van Namen (1506-1555), graaf van Friesland (1515-1555), graaf van Zutphen (1506-1555), vrijgraaf van Bourgondië (1506-1555), markgraaf van het Windische markgraafschap (1519-1522), markgraaf van Burgau (1519-1522), markgraaf van Antwerpen (1506-1555), heer van Overijssel (1528-1555), heer van Utrecht (1544-1555), heer van Mechelen (1506-1555) en heer van Doornik (1506-1555) |
|        | Ferdinand I                  | 1521-1564        | Habsburgers Oostenrijkse linie                       | Was ook keizer van het Heilig Roomse Rijk (1556-1564), Duitse koning (1556-1564), Duitse mede-koning (1531-1556), koning van Bohemen (1526-1564), koning van Hongarije (1526-1564), koning van Kroatië (1526-1564), hertog van Stiermarken (1522-1564), hertog van Karinthië (1522-1564), hertog van Krain (1522-1564), hertog van Württemberg (1522-1534), hertog van Silezië (1526-1564), graaf van Kyburg (1522-1564), graaf van Tirol (1522-1564), graaf van Breisgau (1522-1564), markgraaf van het Windische markgraafschap (1522-1564), markgraaf van Burgau (1522-1564), markgraaf van Lausitz (1526-1564) en markgraaf van Moravië (1526-1564) |
|        | Maximiliaan II               | 1564-1576        | Habsburgers Oostenrijkse linie Van Neder-Oostenrijk  | Was ook keizer van het Heilig Roomse Rijk (1564-1576), Duitse koning (1564-1576), Duitse mede-koning (1562-1564), koning van Bohemen (1526-1564), koning van Hongarije (1564-1576), koning van Kroatië (1564-1576), hertog van Silezië (1564-1576), markgraaf van Lausitz (1564-1576) en markgraaf van Moravië (1564-1576) |
|        | Rudolf V                     | 1576-1608        | Habsburgers Oostenrijkse linie Van Neder-Oostenrijk  | Was ook keizer van het Heilig Roomse Rijk (1576-1612), Duitse koning (1576-1612), Duitse mede-koning (1575-1576), koning van Bohemen (1576-1611), koning van Hongarije (1576-1608), koning van Kroatië (1576-1608), prins van Transsylvanië (1598-1608), hertog van Silezië (1576-1611), markgraaf van Lausitz (1576-1611) en markgraaf van Moravië (1576-1608) |
|        | Matthias                     | 1608-1619        | Habsburgers Oostenrijkse linie Van Neder-Oostenrijk  | Was ook keizer van het Heilig Roomse Rijk (1612-1619), Duitse koning (1612-1619), koning van Bohemen (1612-1617), koning van Hongarije (1608-1619), koning van Kroatië (1608-1619), landvoogd van de Nederlanden (1577-1581), hertog van Silezië (1611-1619), markgraaf van Lausitz (1611-1619) en markgraaf van Moravië (1608-1619) |
|        | Ferdinand II                 | 1619-1637        | Habsburgers Oostenrijkse linie Van Binnen-Oostenrijk | Was ook keizer van het Heilig Roomse Rijk (1619-1637), Duitse koning (1619-1637), koning van Bohemen (1617-1619) en (1619-1637)), koning van Hongarije (1619-1637), koning van Kroatië (1619-1637), hertog van Silezië (1619-1637), hertog van Stiermarken (1590-1637), hertog van Karinthië (1590-1637), hertog van Krain (1590-1637), markgraaf van Lausitz (1619-1637), markgraaf van het Windische markgraafschap (1590-1637) en markgraaf van Moravië (1619-1637) |
|        | Ferdinand III                | 1637-1657        | Habsburgers Oostenrijkse linie Van Binnen-Oostenrijk | Was ook keizer van het Heilig Roomse Rijk (1637-1657), Duitse koning (1637-1657), Duitse mede-koning (1636-1637), koning van Bohemen (1637-1657), koning van Hongarije (1637-1657), koning van Kroatië (1637-1657), hertog van Silezië (1637-1657), hertog van Stiermarken (1637-1657), hertog van Karinthië (1637-1657), hertog van Krain (1637-1657), hertog van Teschen (1653-1657), markgraaf van Lausitz (1637-1657), markgraaf van het Windische markgraafschap (1637-1657) en markgraaf van Moravië (1637-1657) |
|        | Leopold VII                  | 1657-1705        | Habsburgers Oostenrijkse linie Van Binnen-Oostenrijk | Was ook keizer van het Heilig Roomse Rijk (1658-1705), Duitse koning (1658-1705), koning van Bohemen (1657-1705), koning van Hongarije (1657-1705), koning van Kroatië (1657-1705), koning van Slavonië (1687-1705), prins van Transsylvanië (1687-1705), hertog van Silezië (1657-1705), hertog van Stiermarken (1657-1705), hertog van Karinthië (1657-1705), hertog van Krain (1657-1705), hertog van Luxemburg (1703-1705), hertog van Brabant (1703-1705), hertog van Limburg (1703-1705), hertog van Teschen (1657-1705), graaf van Kyburg (1665-1705), graaf van Tirol (1665-1705), graaf van Breisgau (1665-1705), markgraaf van Lausitz (1657-1705), markgraaf van het Windische markgraafschap (1657-1705), markgraaf van Burgau (1665-1705), markgraaf van Antwerpen (1703-1705) en markgraaf van Moravië (1657-1705) |
|        | Jozef I                      | 1705-1711        | Habsburgers Oostenrijkse linie                       | Was ook keizer van het Heilig Roomse Rijk (1705-1711), Duitse koning (1705-1711), koning van Bohemen (1705-1711), koning van Hongarije (1705-1711), koning van Kroatië (1705-1711), koning van Slavonië (1705-1711), koning van Napels (1708-1711), koning van Sicilie (1708-1711), koning van Sardinië (1708-1711), prins van Transsylvanië (1705-1711), hertog van Silezië (1705-1711), hertog van Stiermarken (1705-1711), hertog van Karinthië (1705-1711), hertog van Krain (1705-1711), hertog van Luxemburg (1705-1711), hertog van Brabant (1705-1711), hertog van Limburg (1705-1711), hertog van Milaan (1706-1711), hertog van Teschen (1705-1711), graaf van Kyburg (1705-1711), graaf van Tirol (1705-1711), graaf van Breisgau (1705-1711), graaf van Vlaanderen (1705-1711), graaf van Henegouwen (1705-1711), markgraaf van Opper-Lausitz (1705-1711), markgraaf van het Windische markgraafschap (1705-1711), markgraaf van Burgau (1705-1711), markgraaf van Antwerpen (1705-1711), markgraaf van Moravië (1705-1711), heer van Mechelen (1705-1711) en heer van Doornik (1705-1711) |
|        | Karel II                     | 1711-1740        | Habsburgers Oostenrijkse linie                       | Was ook keizer van het Heilig Roomse Rijk (1711-1740), Duitse koning (1711-1740), koning van Bohemen (1711-1740), koning van Hongarije (1711-1740), koning van Kroatië (1711-1740), koning van Slavonië (1711-1740), koning van Napels (1711-1735), koning van Sicilie (1711-1735), koning van Sardinië (1711-1720), grootvorst van Transsylvanië (1711-1740), hertog van Silezië (1711-1740), hertog van Stiermarken (1711-1740), hertog van Karinthië (1711-1740), hertog van Krain (1711-1740), hertog van Luxemburg (1711-1740), hertog van Brabant (1711-1740), hertog van Limburg (1711-1740), hertog van Milaan (1711-1740), hertog van Parma (1735-1740), hertog van Monferrato (1714-1740), hertog van Teschen (1711-1722), graaf van Kyburg (1711-1740), graaf van Tirol (1711-1740), graaf van Breisgau (1711-1740), graaf van Vlaanderen (1711-1740), graaf van Henegouwen (1711-1740), graaf van Namen (1713-1740), markgraaf van Lausitz (1711-1740), markgraaf van het Windische markgraafschap (1711-1740), markgraaf van Burgau (1711-1740), markgraaf van Antwerpen (1711-1740), markgraaf van Moravië (1711-1740), heer van Mechelen (1711-1740) en heer van Doornik (1711-1740) |
|        | Maria Theresia               | 1740-1780        | Huis Habsburg                                        | Was ook Keizerin-gemalin van het Heilige Roomse Rijk (1745-1765), koningin van Bohemen (1740-1780), koningin van Hongarije (1740-1780), koningin van Kroatië (1740-1780), koningin van Slavonië (1740-1780), koningin van Galicië en Lodomerië (1772-1780), grootvorstin van Transsylvanië (1740-1780), hertogin van Silezië (1740-1780), hertogin van Stiermarken (1740-1780), hertogin van Karinthië (1740-1780), hertogin van Krain (1740-1780), hertogin van Luxemburg (1740-1780), hertogin van Brabant (1740-1780), hertogin van Limburg (1740-1780), hertogin van Milaan (1740-1780), hertogin van Parma (1740-1748), hertogin van Monferrato (1740-1780), hertogin van Boekovina (1775-1780), gravin van Kyburg (1740-1780), gravin van Tirol (1740-1780), gravin van Breisgau (1740-1780), gravin van Vlaanderen (1740-1780), gravin van Henegouwen (1740-1780), gravin van Namen (1740-1780), markgravin van Lausitz (1740-1780), markgravin van het Windische markgraafschap (1740-1780), markgravin van Burgau (1740-1780), markgravin van Antwerpen (1740-1780), markgravin van Moravië (1740-1780), vrouwe van Mechelen (1740-1780) en vrouwe van Doornik (1740-1780) |
|        | Jozef II                     | 1780-1790        | Huis Habsburg-Lotharingen                            | Was ook keizer van het Heilig Roomse Rijk (1765-1790), Duitse koning (1765-1790), koning van Bohemen (1780-1790), koning van Hongarije (1780-1790), koning van Kroatië (1780-1790), koning van Slavonië (1780-1790), koning van Galicië en Lodomerië (1780-1790), grootvorst van Transsylvanië (1780-1790), hertog van Silezië (1780-1789), hertog van Stiermarken (1780-1790), hertog van Karinthië (1780-1790), hertog van Krain (1780-1790), hertog van Luxemburg (1780-1790), hertog van Brabant (1780-1790), hertog van Limburg (1780-1790), hertog van Milaan (1780-1790), hertog van Monferrato (1780-1790), hertog van Teschen (1765-1766), hertog van Boekovina (1780-1790), graaf van Kyburg (1780-1790), graaf van Tirol (1780-1790), graaf van Breisgau (1780-1790), graaf van Vlaanderen (1780-1790), graaf van Henegouwen (1780-1790), graaf van Namen (1780-1790), graaf van Falkenstein (1765-1790), markgraaf van Lausitz (1780-1789), markgraaf van het Windische markgraafschap (1780-1790), markgraaf van Burgau (1780-1790), markgraaf van Antwerpen (1780-1790), markgraaf van Moravië (1780-1790), heer van Mechelen (1780-1790) en heer van Doornik (1780-1790) |
|        | Peter (2e naam:Leopold VIII) | 1790-1792        | Huis Habsburg-Lotharingen                            | Was ook keizer van het Heilig Roomse Rijk (1790-1792), Duitse koning (1790-1792), koning van Bohemen (1790-1792), koning van Hongarije (1790-1792), koning van Kroatië (1790-1792), koning van Slavonië (1790-1792), koning van Galicië en Lodomerië (1790-1792), grootvorst van Transsylvanië (1790-1792), groothertog van Toscane (1765-1790), hertog van Stiermarken (1790-1792), hertog van Karinthië (1790-1792), hertog van Krain (1790-1792), hertog van Luxemburg (1790-1792), hertog van Brabant (1790-1792), hertog van Limburg (1790-1792), hertog van Milaan (1790-1792), hertog van Monferrato (1790-1792), hertog van Teschen (1790-1792), hertog van Boekovina (1790-1792), graaf van Kyburg (1790-1798), graaf van Tirol (1790-1792), graaf van Breisgau (1790-1792), graaf van Vlaanderen (1790-1792), graaf van Henegouwen (1790-1792), graaf van Namen (1790-1792), graaf van Falkenstein (1790-1792), markgraaf van het Windische markgraafschap (1790-1792), markgraaf van Burgau (1790-1792), markgraaf van Antwerpen (1790-1792), markgraaf van Moravië (1790-1792), heer van Mechelen (1790-1792) en heer van Doornik (1790-1792) |
|        | Frans                        | 1792-1804        | Huis Habsburg-Lotharingen                            | Was ook keizer van het Heilig Roomse Rijk (1792-1806), Duitse koning (1792-1806), koning van Bohemen (1792-1835), koning van Hongarije (1792-1835), koning van Kroatië (1792-1835), koning van Slavonië (1792-1835), koning van Galicië en Lodomerië (1792-1835), koning van Dalmatië (1815-1835), koning van Illyrië (1816-1835), koning van Lombardije-Venetië (1815-1835), grootvorst van Transsylvanië (1792-1835), hertog van Stiermarken (1792-1835), hertog van Karinthië (1792-1835), hertog van Krain (1792-1835), hertog van Luxemburg (1792-1795), hertog van Brabant (1792-1795), hertog van Limburg (1792-1795), hertog van Milaan (1792-1797), hertog van Monferrato (1792-1797), hertog van Teschen (1792-1835), hertog van Boekovina (1792-1835), hertog van Salzburg (1805-1835), graaf van Kyburg (1792-1798), graaf van Tirol (1792-1804 en 1815-1835), graaf van Vorarlberg (1815-1835), graaf van Breisgau (1792-1804), graaf van Vlaanderen (1792-1795), graaf van Henegouwen (1792-1795), graaf van Namen (1792-1795), graaf van Falkenstein (1792-1797), markgraaf van het Windische markgraafschap (1792-1835), markgraaf van Burgau (1792-1805), markgraaf van Antwerpen (1792-1795), markgraaf van Moravië (1792-1835), heer van Mechelen (1792-1795) en heer van Doornik (1792-1795) |

Het keizerrijk Oostenrijk ontstond in 1804 toen keizer Frans II van het Heilige Roomse Rijk zichzelf tot erfelijk keizer uitriep over de gebieden die tot de Habsburgse monarchie behoorden. Formeel had hij deze gebieden slechts in een personele unie geregeerd.

### Keizers van Oostenrijk (1804-1918)
| Keizer | Keizer               | Regeringsperiode | Dynastie                  | Titellijst |
| ------ | -------------------- | ---------------- | ------------------------- | --- |
|        | Frans I              | 1804-1835        | Huis Habsburg-Lotharingen | |
|        | Ferdinand de Goeiige | 1835-1848        | Huis Habsburg-Lotharingen | - Koning van Bohemen (1835-1848) - Koning van Hongarije (1835-1848) - Koning van Kroatië (1835-1848) - Koning van Slavonië (1835-1848) - Koning van Galicië en Lodomerië (1835-1848) - Koning van Dalmatië (1835-1848) - Koning van Illyrië (1835-1848) - Koning van Lombardije-Venetië (1835-1848) - Grootvorst van Transsylvanië (1835-1848) - Hertog van Stiermarken (1835-1848) - Hertog van Karinthië (1835-1848) - Hertog van Krain (1835-1848) - Hertog van Teschen (1835-1848) - Hertog van Boekovina (1835-1848) - Hertog van Salzburg (1835-1848) - Graaf van Tirol (1835-1848) - Graaf van Vorarlberg (1835-1848) - Markgraaf van het Windische markgraafschap (1835-1848) - Markgraaf van Moravië (1835-1848)                                         |
|        | Frans II Jozef       | 1848-1916        | Huis Habsburg-Lotharingen | - Koning van Bohemen (1848-1916) - Koning van Hongarije (1848-1916) - Koning van Kroatië (1848-1916) - Koning van Slavonië (1848-1916) - Koning van Galicië en Lodomerië (1848-1916) - Koning van Dalmatië (1848-1916) - Koning van Illyrië (1848-1849) - Koning van Lombardije-Venetië (1848-1866) - Grootvorst van Transsylvanië (1848-1867) - Hertog van Stiermarken (1848-1916) - Hertog van Karinthië (1848-1916) - Hertog van Krain (1848-1916) - Hertog van Teschen (1848-1916]) - Hertog van Boekovina (1848-1916) - Hertog van Salzburg (1848-1916) - Graaf van Tirol (1848-1916) - Graaf van Vorarlberg (1848-1916) - Markgraaf van het Windische markgraafschap (1848-1916) - Markgraaf van het Triëst (1849-1916) - Markgraaf van Moravië (1848-1916) |
|        | Karel                | 1916-1918        | Huis Habsburg-Lotharingen | - Koning van Bohemen (1916-1918) - Koning van Hongarije (1916-1918) - Koning van Kroatië (1916-1918) - Koning van Slavonië (1916-1918) - Koning van Galicië en Lodomerië (1916-1918) - Koning van Dalmatië (1916-1918) - Koning van Illyrië (1916-1918) - Koning van Lombardije-Venetië (1916-1918) - Grootvorst van Transsylvanië (1916-1918) - Hertog van Stiermarken (1916-1918) - Hertog van Karinthië (1916-1918) - Hertog van Krain (1916-1918) - Hertog van Teschen (1916-1918) - Hertog van Boekovina (1916-1918) - Hertog van Salzburg (1916-1918) - Graaf van Tirol (1916-1918) - Graaf van Vorarlberg (1916-1918) - Markgraaf van het Windische markgraafschap (1916-1918) - Markgraaf van het Triëst (1916-1918) - Markgraaf van Moravië (1916-1918)  |

In november 1918 werd Oostenrijk een republiek en werd de monarchie onder het Huis Habsburg-Lotharingen afgeschaft. Vanaf 1919 wordt Oostenrijk geleid door een bondspresident. De grondwet van Oostenrijk kent de bondspresident uitgebreide macht toe, in de praktijk oefent de bondspresident beperkte macht uit en is in feite een ceremonieel staatshoofd.

### Bondskanselieren van Oostenrijk (1918-1938)
| Bondskanselier | Bondskanselier       | Ambstermijn | Partij    |
| -------------- | -------------------- | ----------- | --------- |
|                | Karl Renner          | 1918-1920   | SDAPÖ     |
|                | Michael Mayr         | 1920-1921   | CSP       |
|                | Johann Schober       | 1921-1922   | ambtenaar |
|                | Walter Breisky       | 1922-1922   | ambtenaar |
|                | Johann Schober       | 1922-1922   | ambtenaar |
|                | Ignaz Seipel         | 1922-1924   | CSP       |
|                | Rudolf Ramek         | 1924-1926   | CSP       |
|                | Ignaz Seipel         | 1926-1929   | CSP       |
|                | Ernst Streeruwitz    | 1929-1929   | CSP       |
|                | Johann Schober       | 1929-1930   | ambtenaar |
|                | Carl Vaugoin         | 1930-1930   | CSP       |
|                | Otto Ender           | 1930-1931   | CSP       |
|                | Karl Buresch         | 1931-1932   | CSP       |
|                | Engelbert Dollfuss   | 1932-1934   | CSP/VF    |
|                | Kurt von Schuschnigg | 1934-1938   | VF        |
|                | Arthur Seyss-Inquart | 1938-1938   | NSDAP     |

Na een referendum sluit Oostenrijk zich in 1938 aan bij Nazi-Duitsland. Na de Tweede Wereldoorlog wordt het land opgedeeld in 4 bezettingzones. Pas in 1955 verlaten de buitenlandse troepen Oostenrijk.

### Bondskanselieren van Oostenrijk (1945-heden)
| Bondskanselier | Bondskanselier                 | Ambstermijn | Partij        |
| -------------- | ------------------------------ | ----------- | ------------- |
|                | Karl Renner                    | 1945-1945   | SDAPÖ/SPÖ     |
|                | Leopold Figl                   | 1945-1953   | ÖVP           |
|                | Julius Raab                    | 1953-1961   | ÖVP           |
|                | Alfons Gorbach                 | 1961-1964   | ÖVP           |
|                | Josef Klaus                    | 1964-1970   | ÖVP           |
|                | Bruno Kreisky                  | 1970-1983   | SPÖ           |
|                | Fred Sinowatz                  | 1983-1986   | SPÖ           |
|                | Franz Vranitzky                | 1986-1997   | SPÖ           |
|                | Viktor Klima                   | 1997-2000   | SPÖ           |
|                | Wolfgang Schüssel              | 2000-2007   | ÖVP           |
|                | Alfred Gusenbauer              | 2007-2008   | SPÖ           |
|                | Werner Faymann                 | 2008-2016   | SPÖ           |
|                | Christian Kern                 | 2016-2017   | SPÖ           |
|                | Sebastian Kurz                 | 2017-2019   | ÖVP           |
|                | Hartwig Löger (waarnemend)     | 2019-2019   | ÖVP           |
|                | Brigitte Bierlein (waarnemend) | 2019-2020   | Onafhankelijk |
|                | Sebastian Kurz                 | 2020-heden  | ÖVP           |